# فهرست دژهای جمهوری آرتساخ
در نوشتار زیر فهرست دژهای جمهوری آرتساخ' (انگلیسی: List of forts in Artsakh) آورده شده است:
- Aghjkaberd[۱]
- آکانابرد
- بردکونک - located in the north-western corner of Artsakh
- داربانسر[۱]
- دیزاپایت[۱]
- دژ گایلاتون[۱]
- غلن خوت[۱]
- گوروزابرد
- دژ گیولاتاغ[۱]
- دژ گیولیستان
- هاکاراکابرد[۱]
- هاندابرد
- جرابرد
- کاچاغاکابرد
- خوخانابرد
- ختسابرد[۱]
- کروابرد
- لوونابرد
- دژ مایرابرد-آسکران
- دژ کتیچ[۱]
- دژ شیکاگر[۱]
- شوشی[۱]
- توماسابرد
- دژ تسور[۱]